# よきすすめの聖母

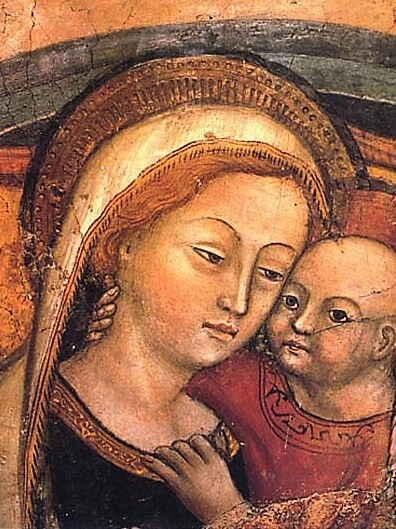
イタリア、ジェナッツァーノで発見された「よきすすめの聖母」実物フレスコ画　およそ1417年〜1431年に発見された。祝日は4月26日

よきすすめの聖母(よきすすめのせいぼ、ラテン語: Mater boni consilii、善き勧めを賜う御母、善き勧めをくださる御母)は聖母マリアの数ある称号の一つである。また、奇蹟を起こしたとされる聖母子画にこの名がつけられており、その聖母子画を指す名称としても使われる。同聖母子画はフレスコ画で、13世紀にイタリア・ローマ市近郊のジェナッツァーノにある聖アウグスチノ教会において発見された。その寸法は40センチメートル×45センチメートルで、卵の殻より若干薄い石膏の層に描かれている。
この「よきすすめの聖母」は1世紀を超えて様々な聖人やローマ教皇の崇敬を集めるようになった。のちにローマ教皇レオ13世によって「聖母マリアの連祷(ロレトの連祷)」に祷りが加えられると、「よきすすめの聖母」への崇敬は世界中に広まった。なお、聖母マリアの連祷の日本語版では"Mater boni consilii"を「善き勧めを賜う御母」、(新版では「善き勤めをくださる御母」)と訳している 。この称号の聖母の祝日は4月26日である。

## 背景
5世紀、ローマ教皇シクストゥス3世の時代に ローマ市から30マイル (48 km) にあるジェナッツアーノの街はサンタ・マリア・マッジョーレ大聖堂に多額の寄付をした。その見返りとして、ジェナッツアーノの街にサンタ・マリア教会が建てられ、その教会は後の1356年に聖アウグスチノ修道会が管理することとなった。
このジェナッツアーノの教会はその後、多くの奇蹟の治癒が起るようになり、巡礼者たちに人気のある教会となった。この地に訪れる巡礼者たちの霊的な指導のためにアウグスティヌス会の修道士たちが招かれ、現在もその奉仕は続いている。

## 言い伝え
言い伝えによると、1467年、ジェナッツアーノの街では「聖マルコの祝日」祝いの最中だったが、その最中に、街のある住民が"雅やかな音楽"を突然に聞き、ミステリアスな雲が降りて来て、まだ未完成だった教会の壁を包み込んだ。人々の前でその雲は拡散し、そこに美しいフレスコ画が現れた。それは名刺より薄く、18インチの正方形より小さい大きさの聖母子像であった。そのフレスコ画はこのように、超自然的な方法でアルバニアにあるシュコドラの教会から運ばれてきたものと信じられている。
このフレスコ画は当初、「天国の聖母(天の元后)」と呼ばれていたが、現在は「よきすすめの聖母」としてより良く知られている。
この聖母子画に聖なるイメージがついたため、ローマ教皇ウルバヌス8世が1630年に、"華々しい"巡礼を行って「天の元后」聖母マリアに加護を求めて呼び掛け、1864年にはローマ教皇ピウス9世が巡礼を行った。1682年11月17日にはローマ教皇イノセント11世が聖母子画に対し厳粛に戴冠した。なお、この聖母子画に縁の深い聖人としてはアロイシウス・ゴンザーガ、アルフォンソ・デ・リゴリ、ヨハネ・ボスコ、福者として ステファノ・ベッレシーニがいる。

## 歴史

### 絵画として
この聖母子画は1957年から1959年にかけて絵画専門家に修復の依頼をされていた。その専門家たちによると、全体を布で覆い、その上から漆喰いを塗って描かれており、さらにこの聖母子像は、もともと大きな絵画だったものの一部を切り取って作られていた。専門家たちによると、この絵画はおそらく15世紀初頭、教皇マルティヌス5世時代(1417年〜1431年)の芸術家 ジェンティーレ・ダ・ファブリアーノによるものとされる。 

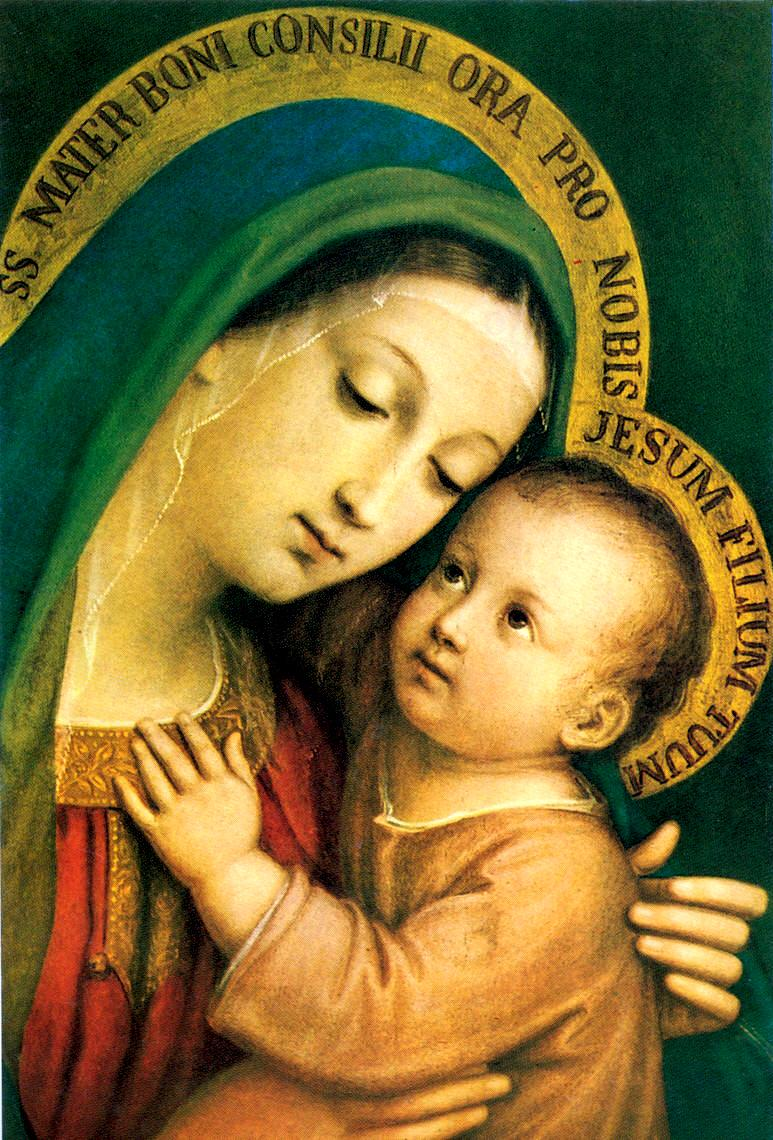
パスクアーレ・サルロによるよきすすめの聖母19世紀

### ピウス・ユニオン
1753年、ローマ教皇ベネディクトゥス14世は「よきすすめの聖母」のピウス・ユニオンを設立した。なお、教皇レオ13世もこのピウス・ユニオンの構成員であり、「よきすすめの聖母」を熱心に崇敬していた。

### スカプラリオ
1893年12月、「よきすすめの聖母」のスカプラリオが 聖アウグスチノ修道会によりローマ教皇レオ13世へ示された。このスカプラリオは小型版で色は白であり、教皇レオ13世はそのスカプラリオを承認すると共に、それを身に着ける者に免償が与えられるとした。

### 祈り
1903年4月にローマ教皇レオ13世が「よきすすめの聖母」の称号を「善き勧めを賜う御母(善き勧めをくださる御母)」として聖母マリアの連祷に加えた。ピウス12世は自分の教皇職がこの「よきすすめの聖母」の加護のもとになされるとして、「よきすすめの聖母」に崇敬の祈りを作った。

## 崇敬
聖アウグスチノ修道会は、この「よきすすめの聖母」への崇敬を広めることに尽力した。年月が経つと大学や、高等学校、カトリック教会等の様々なカトリック関連機関が、この「よきすすめの聖母」の称号を冠した名称をつけられた。この称号の聖母の祝日は4月26日である。